# 坎普斯萨利斯
坎普斯萨利斯是巴西塞阿拉州的一个市镇。总面积1082.771平方公里，总人口25090人，人口密度23.2人/平方公里。